# Valkeřice
Valkeřice (deutsch Algersdorf) ist eine Gemeinde in Tschechien. Sie liegt 12 Kilometer südöstlich von Děčín und gehört zum Okres Děčín.

## Geographie

### Geographische Lage
Valkeřice erstreckt sich in 443 m ü. M. im Tal des Valkeřický potok, der nördlich des Dorfes in die Ploučnice mündet.

### Nachbargemeinden
Das sechs km südlich von Benešov nad Ploučnicí befindliche Dorf gehört dem Okres Děčín an.

### Gemeindegliederung
Die Gemeinde Valkeřice besteht aus den Ortsteilen Sluková (Schneppendorf) und Valkeřice (Algersdorf).

## Geschichte
An dem aus dem Polzental entlang des Algersdorfer Baches nach Wernstadt steil aufsteigenden Fahrweg entstand im 15. Jahrhundert eine Ansiedlung. Das östliche Fuße des Hahnbusches liegende Niederalgersdorf und des oberhalb am Haselberg (Zaječí vrch 556,2 m) befindliche Oberalgersdorf wuchsen im Laufe der Zeit zu einem auf 4,5 km langgestreckten Waldhufendorf zusammen, dessen Zentrum das Oberdorf mit der barocken Ensemble der Kirche St. Barbara und dem Pfarrhaus aus dem Jahre 1704 bildete. Seine Blütezeit erlebte der Ort zu Beginn des 18. Jahrhunderts unter der Herrschaft des Grafen Franz Anton von Sporck.
Anstelle einer vermutlich aus dem 17. Jahrhundert stammenden Veste ließ der Grundherr Graf Sporck 1700 in Niederalgersdorf ein barockes Jagdschloss errichten, das 1808 zu einer Spinnerei umgebaut wurde. Von den Gebäuden ist nur noch ein Teil erhalten, er wird heute als Revierförsterei genutzt.
Am Blankersdorfer Weg oberhalb des Friedhofes entstand ein hölzernes Lustschloss, in dem deutschsprachige Theaterstücke aufgeführt wurden. Wahrscheinlich war dies das älteste Theater in Nordböhmen.
Im Jahre 1939 lebten in Algersdorf einschließlich Schneppendorf 1.754 fast ausschließlich deutschsprachige Einwohner. Nach dem Zweiten Weltkrieg und der Vertreibung konnte der Bevölkerungsverlust nicht mehr kompensiert werden, und der Ort verfiel.
Im Jahre 1975 wurde in einem Akt der Kulturbarbarei die St. Barbarakirche abgerissen und der Kirchhof eingeebnet, gleiches erfolgte auch im Nachbarort Merboltice. Einige der Statuen wurden in die St.-Anna-Kirche nach Verneřice verbracht. Rechts des Wanderweges nach Blankartice, der an den Mauern der früheren Kirchhofes entlangführt, sind noch heute drei große verwachsene Steinhaufen sichtbar, die aus Resten des Sandsteinschmuckes des Gotteshauses, Epitaphen und Grabsteinen bestehen.
In Valkeřice findet sich eine große Anzahl von böhmischen Blockhäusern und auch Umgebindehäuser, die meisten dienen heute als Feriendomizil.
Im Südwesten des Ortes liegen die Klingsteinbrüche (Znělcové lomy), in denen heute zwei Steinbruchteiche liegen, die zum Baden genutzt werden. In ihnen gewann man früher Trachyt, der als Gestein in der Architektur Verwendung fand und unter dem Namen Algersdorfer Trachyt Verbreitung fand. Es handelt sich um einen überwiegend graubeigen und dichten Naturstein. Daneben bilden die Phonolithaufschlüsse einige bizarre Felsformen.

## Persönlichkeiten
- Karl May (1842–1912), der Schriftsteller wurde im Jahre 1870 in Niederalgersdorf wegen Landstreicherei verhaftet.
- Anna Altmann (1852–1937), die erste weibliche Abgeordnete zum Gründungsparteitag der Sozialdemokratischen Arbeiterpartei (SDAP) 1888/89, geboren in Polzental.